# ヴィクトール・ショケ
ヴィクトール・ショケ（Victor Chocquet, 1821年12月9日 - 1891年4月7日）は、フランスの美術収集家で、印象派の後援者。フランスの関税・間接税局の官吏として勤務する傍ら、美術展覧会を訪れては、批判にさらされる前衛的な芸術家を支援した。彼の収集したコレクションは多数に上り、死後の1899年に処分された。現在、その多くがアメリカ合衆国の美術館に収蔵されている。

## 生涯
ヴィクトール・ショケは、リールで絹織物工場を営む富裕な家庭に生まれた。若い時から、美術収集に熱意を燃やし、ウジェーヌ・ドラクロワ、ギュスターヴ・クールベ、オノレ・ドーミエなどの絵画のほか、陶磁器、工芸品を収集した。1875年、印象派グループによるオテル・ドゥルオでの競売会に出席し、その魅力のとりことなった。ピエール＝オーギュスト・ルノワールに、自分の妻と5歳で亡くなった娘マリー＝ソフィーの肖像画を、写真をもとに描くように依頼した。オテル・ドゥルオでの競売会は、売上げが費用にも満たず、1点当たりの落札価格はわずか100フランとなるなど、当時、印象派の評価は低かったが、ショケは、エルネスト・オシュデやジョルジュ・ド・ベリオとともに、最初期の支援者の1人となった。
ショケが特に好んだのが、ポール・セザンヌの作品であり、「タンギー爺さん」の家で作品に出会ったのが最初である。印象派の1876年と1877年の展覧会には、自分の収集品から作品を貸与したり、画家たちの素晴らしさを説いて回ったりした。1877年に職場を早期退職した後も、その熱意は衰えなかった。1882年、義母の遺産が入ると、アッタンヴィルに地所を買い、セザンヌもそこで作品を制作した。ショケのコレクションは、著名な収集家に劣ることはなく、新聞紙上でも、ジョルジュ・ド・ベリオやウジェーヌ・ミュレなどとともにしばしば言及された。セザンヌの作品は32点所有していた。

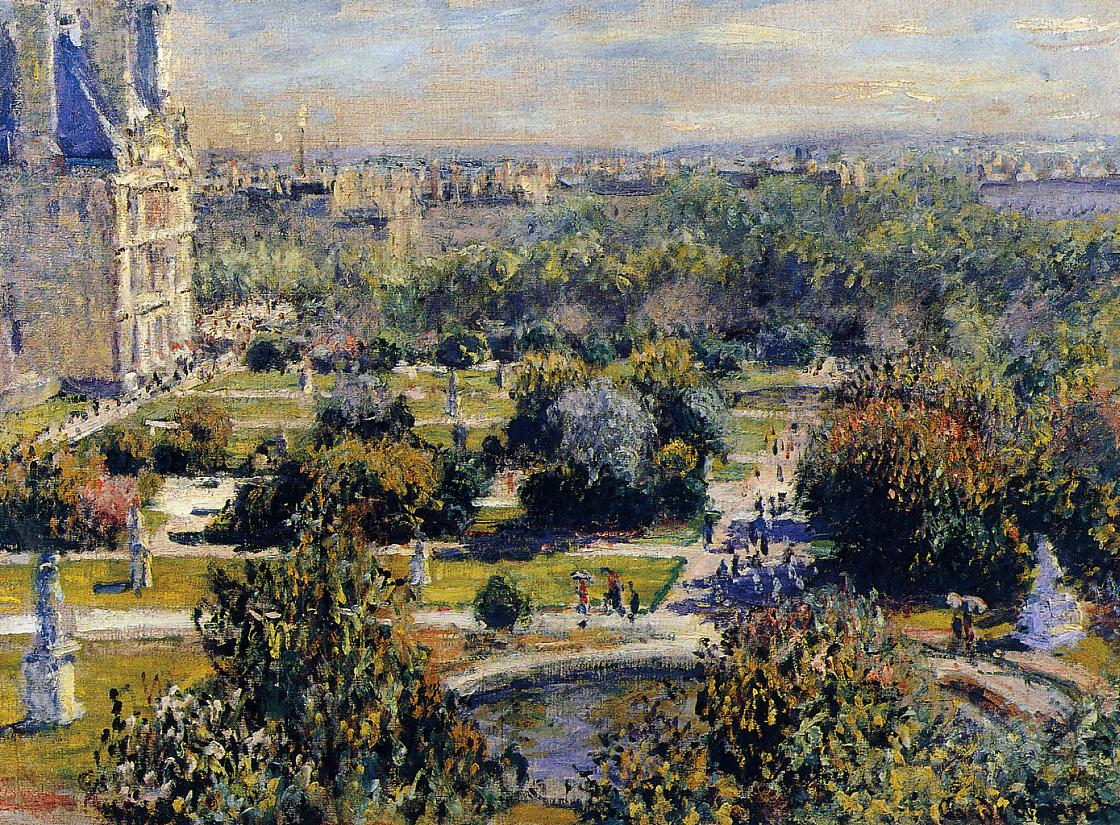
モネ『テュイルリー庭園の眺め』1876年。マルモッタン・モネ美術館。

パリでは、当初、テュイルリー庭園を見下ろすリヴォリ通りのアパルトマンに住んでいた。クロード・モネは、そこから『テュイルリー庭園の眺め』（1876年）などの作品を制作した。晩年には、モンシニー通りの邸宅に住んだ。
1891年4月7日、69歳で亡くなった。

## 肖像画

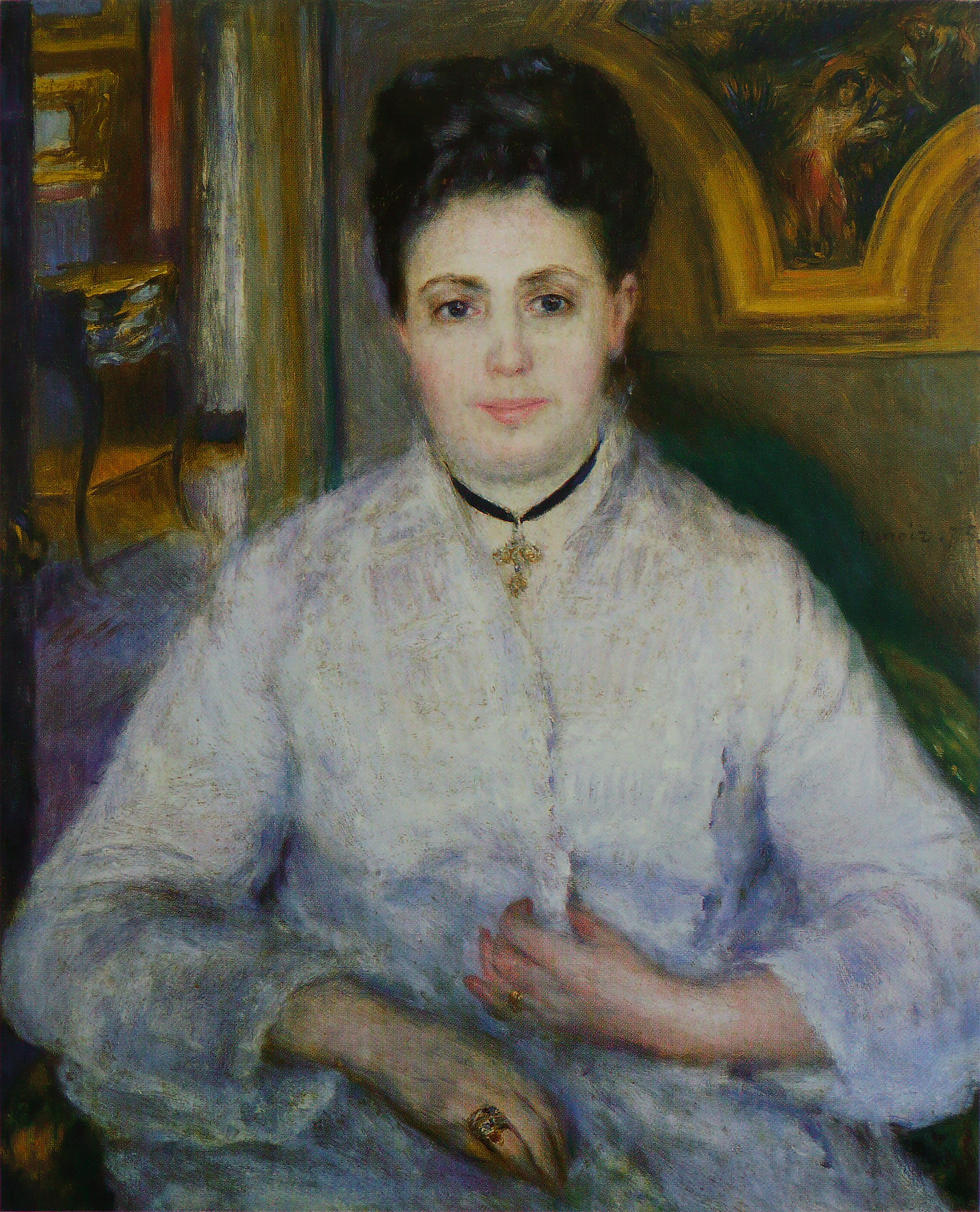
ピエール＝オーギュスト・ルノワール『ヴィクトール・ショケ夫人』1875年。シュトゥットガルト州立美術館。
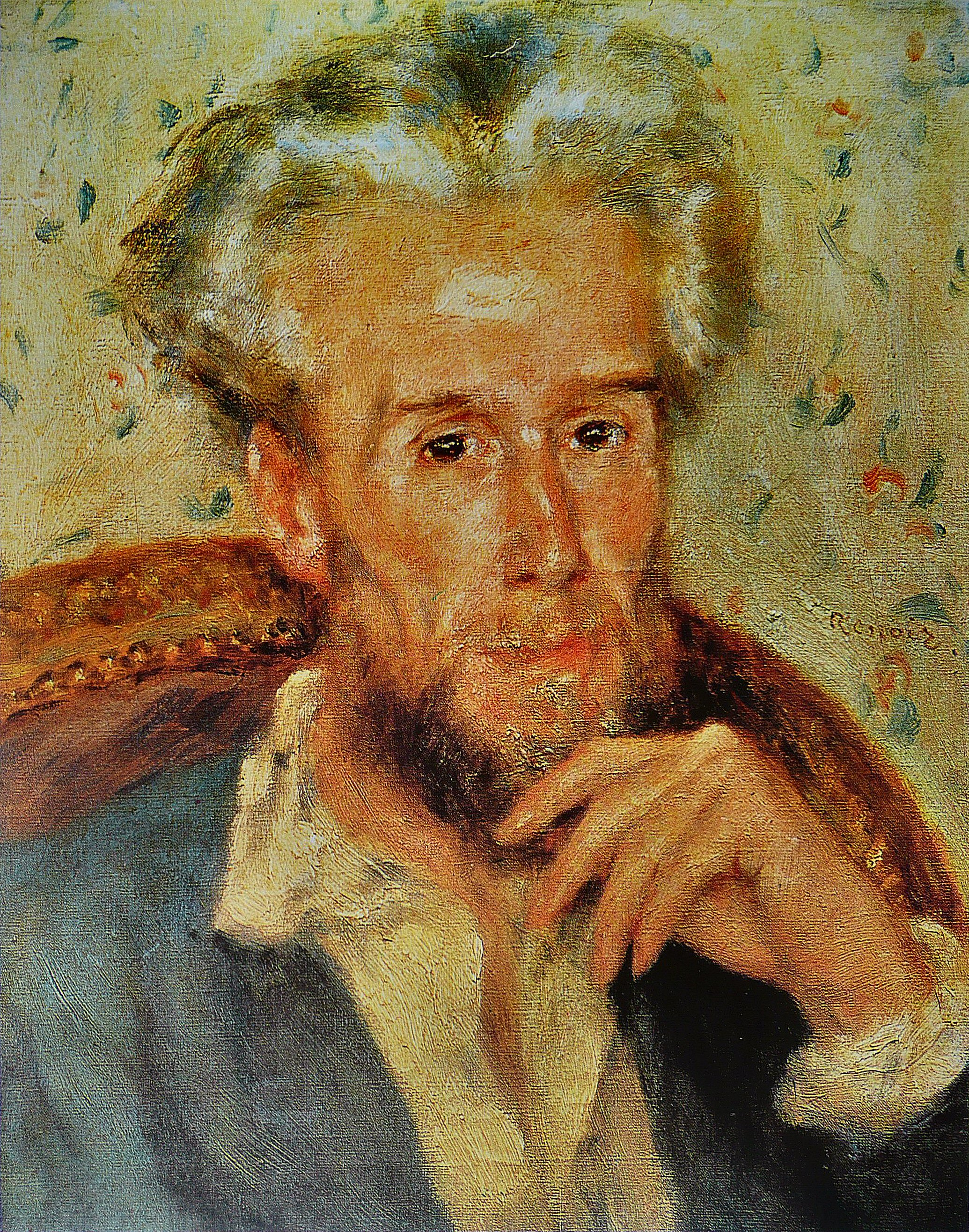
ルノワール『ヴィクトール・ショケ』1876年。オスカー・ラインハルト・コレクション（ヴィンタートゥール）。
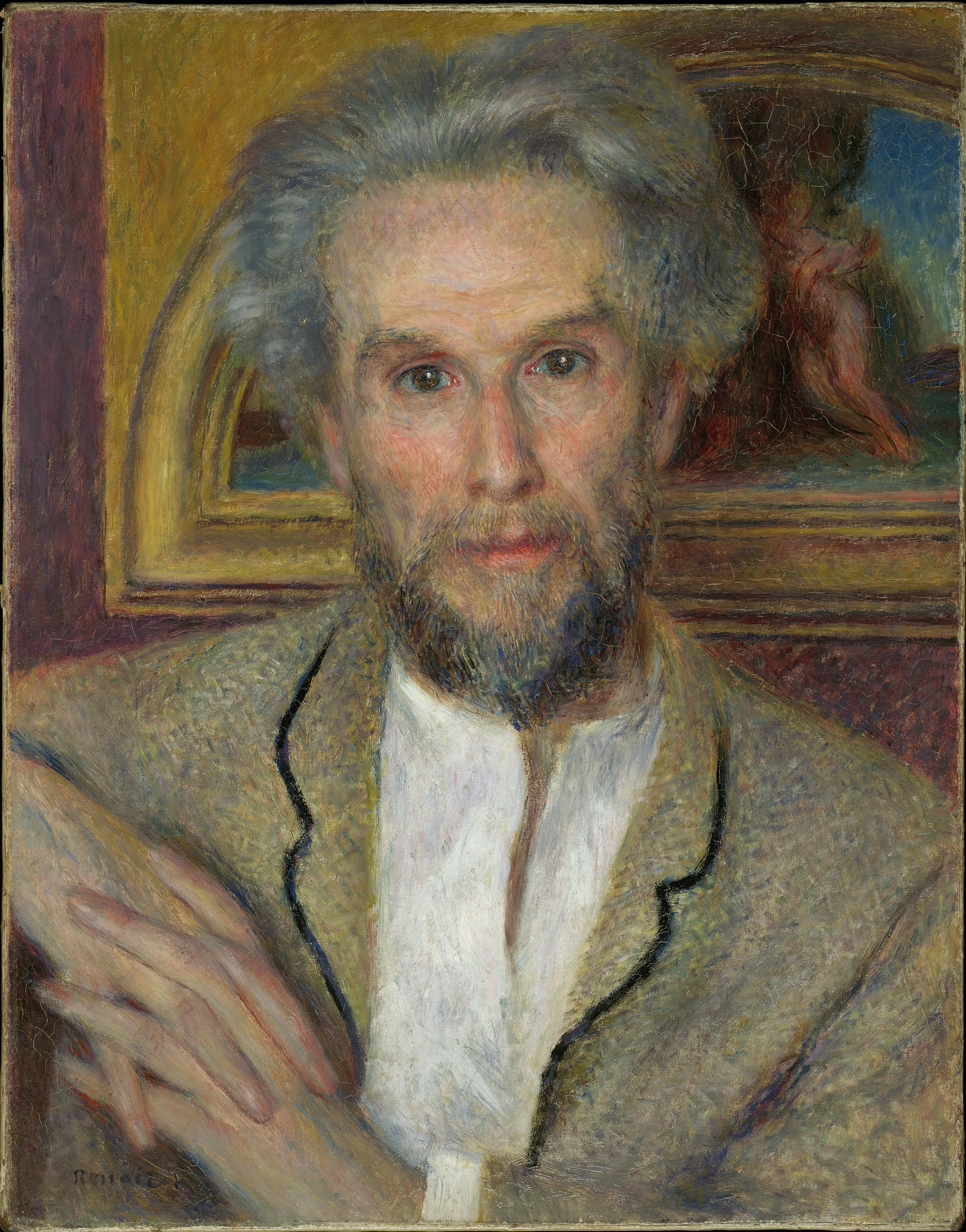
ルノワール『ヴィクトール・ショケ』1876年。フォッグ美術館。
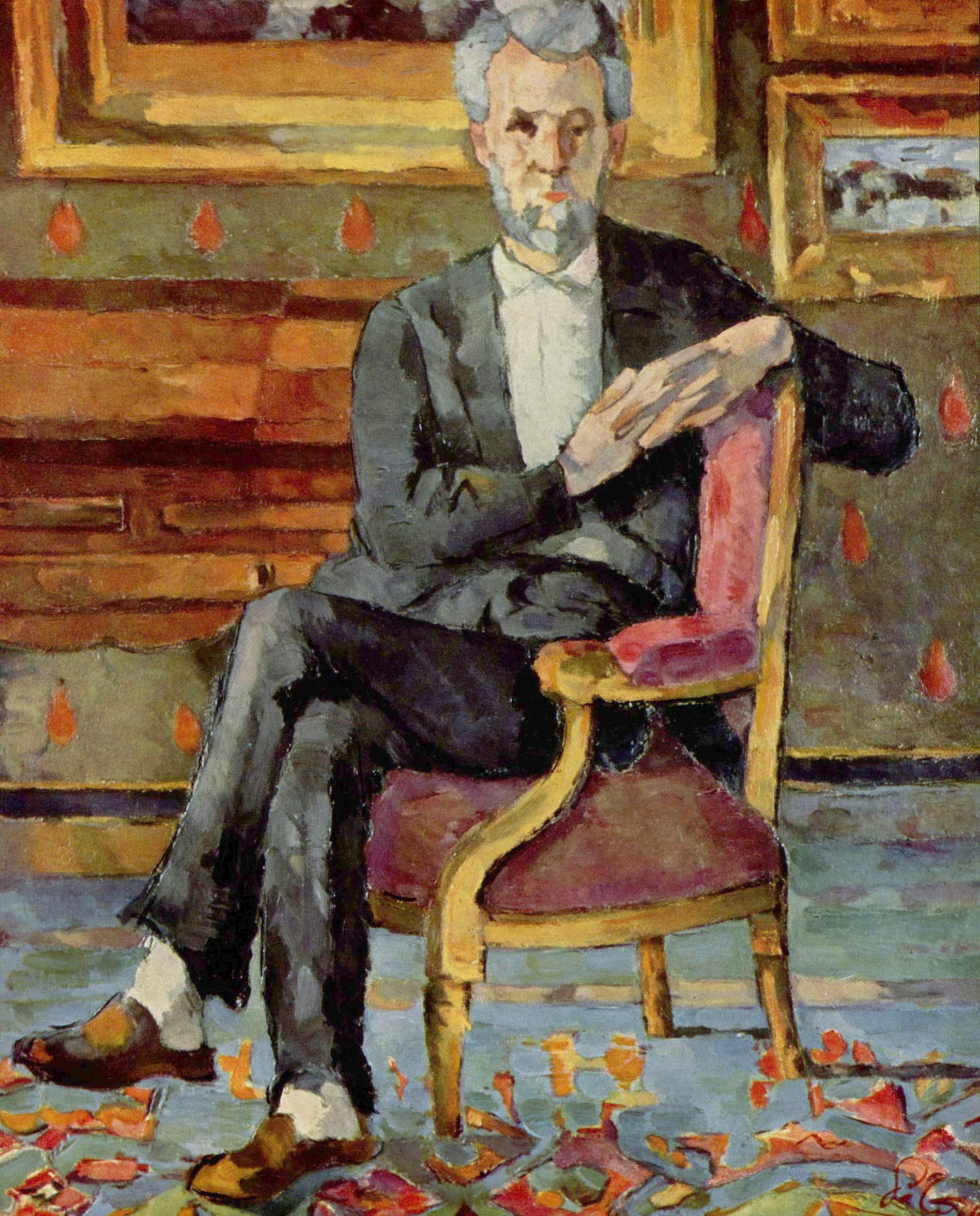
ポール・セザンヌ『ヴィクトール・ショケ』1877年。コロンバス美術館。
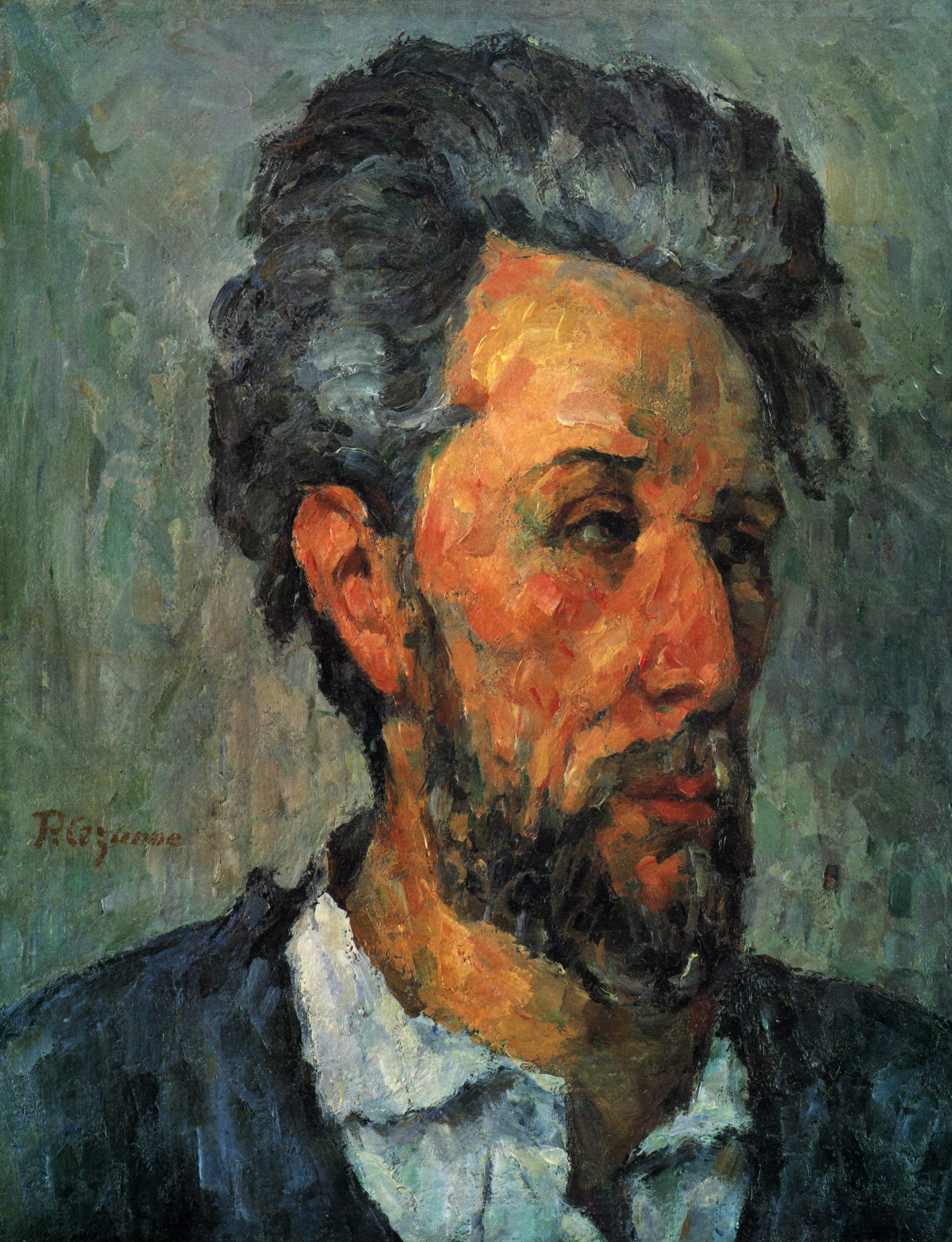
セザンヌ『ヴィクトール・ショケ』ヴィクター・ロスチャイルド・コレクション。